# Ordinariato Militar da Alemanha
O Ordinariato Militar da Alemanha  (em alemão:  Deutsches Militärordinariat) é um Ordinariato Militar da Igreja Católica para a Alemanha. Atualmente é regido pelo bispo Dom Franz-Josef Overbeck.

## História
O vicariato militar foi erigido para o reino da Prússia em 1868, mas acabou sendo suprimido no final da Primeira Guerra Mundial.
Foi restabelecido em 20 de julho de 1933, porém após o fim da Segunda Guerra Mundial, o exército alemão foi desmontado e o ordinariato excluído. Ele foi novamente instaurado em 1956, quando foi reconstituído o novo exército alemão (chamado Bundeswehr).
Em 21 de julho de 1986 o vicariato militar foi elevado a Ordinariato Militar através da  bula papal Spirituali militum curae, de João Paulo II.
O Ordinariato tem sua sede em Berlim, na Catedral de São João Batista.

## Líderes
- Franz Adolf Namszanowski (22 de maio de 1868 - 28 de maio de 1872)
- Johann Baptist Assmann (1º de junho de 1888 - 27 de maio de 1903)
- Heinrich Vollmar (9 de novembro de 1903 - 1913)
- Heinrich Joeppen (1º de outubro de 1913 - 1º de maio 1920)
- Justus Franz Rarkowski, S.M. (7 de janeiro de 1938 - 1º de fevereiro de 1945)
- Joseph Wendel (4 de fevereiro de 1956 - 31 de dezembro 1960)
- Franz Hengsbach (10 de outubro de 1961 - 22 de maio de 1978)
- Elmar Maria Kredel (22 de maio de 1978 - 30 de novembro de 1990)
- Johannes Dyba (30 de novembro de 1990 - 23 de julho de 2000)
- Walter Mixa (31 de agosto de 2000 - 8 de maio de 2010)
- Franz-Josef Overbeck (24 de fevereiro 2011)